# Dewnja (rzeka)
Dewnja (bułg. Девня) – rzeka w północno-wschodniej Bułgarii, lewy dopływ Prowadijskiej reki w zlewisku Morza Czarnego. Długość – 21 km, powierzchnia zlewni – 201,1 km², średni przepływ – 2,952 m³/s.
Dewnja spływa z południowych stoków Płaskowyżu Dobrudży koło wsi Czernewo. Płynie na południe, przecina miasteczko Dewnja i uchodzi do Jeziora Biełosławskiego wraz z Prowadijską reką.